# さばげぶっ!
『さばげぶっ！』（Survival Game Club!）は、松本ひで吉による日本の漫画作品。『なかよし』（講談社）にて、2011年1月号から2017年1月号まで連載。高校を舞台に、女子高生たちが部活動としてサバイバルゲームに興じるギャグ漫画である。単行本は全13巻が刊行されている。
2014年7月より9月までテレビアニメが放送された。これを記念して、同じく講談社の『モーニング』2014年32号および『週刊少年マガジン』2014年34号に「出張版」が掲載されている。

## あらすじ
梧桐（あおぎり）学園高校に転校した女子高校生・園川モモカはその初日、電車内で痴漢行為を働こうとした男に絡まれるが、同じ高校の先輩・鳳美煌に助けられる。実は彼女は「サバイバルゲーム部」（略称：サバゲ部）という部活の部長で、モモカを大変気に入って無理やり部に加入させた。
かくして、モモカはサバイバルゲームに明け暮れる日々を送ることになる、かと思いきや、実際にはサバイバルゲームそっちのけでバカなことをやらかすサバゲ部の面々に振り回されるのだった。

## 登場人物

### サバイバルゲーム部 / ゲスかわ☆ガールズ
園川 モモカ（そのかわ モモカ）
声 - 大橋彩香
本作の主人公であり、サバゲ部新人部員。15歳、1年C組。いて座生まれ。血液型はAB型。使用する銃は「ベレッタM92F」。
一人称は原作では主に「あたし」、アニメ版では「わたし」。美煌を「部長」、麻耶を「麻耶さん」、うららを「うらら」、かよを「豪徳寺さん」、からあげ☆レモンを「レモン」と呼ぶ。
物語開始時に梧桐学園高校へ転校してきた。表向きは良い子だが内面はかなりの毒舌家。また、ストーリーが進むごとに外道な一面や悪乗りする一面を見せており、それに比例して身体能力（うららに対するツッコミ技）も上昇している。幼いころから転校が多く、当初は対人関係に冷めた一面があった。かよによって「彼女には友達がいない」と言われることが多く部員以外に校内に交友関係が無いという表現をされている。しかし、時々クラスメイトと談笑をしているシーンもあり、部員以外との交友が全く無いという訳ではない。所持している携帯電話はガラケーである。
射撃の才能を見込んだ美煌の悪だくみにより強制的に入部させられたことから、「自分には変態を寄せ付けるパワーがあるのかも知れない」と漏らす。サバゲ部の中ではサバゲ経験はもっとも初心者であるにもかかわらず非常に優秀な射撃能力を持っており、相手に対する容赦の無さや思い切りの良さも合わさって高い実力を誇っている。
他の部員を陥れたり、お菓子を盗むなど悪だくみをすることが多い。しかし心根は優しく、ピンチの時には身体を張って仲間を助けたり、初対面の人物相手にも手助けをしたり活を入れたりと熱血で正義感の溢れる人物である。
英語が大の苦手で、英語の試験では0点を取り、SMILEやMIKEといった簡単な単語も読めない。また夏休みの宿題に一つも手をつけない、授業中に居眠りをするといったシーンもあり、学業には不真面目である。
カマキリとブロッコリーが大の苦手。非常に耳が良く、地獄耳である。
画力はまずまずだが、ピアノやギターなどは全く弾けない。
アニメ版では当初から残虐で、原作では転校早々同級生にいじめられた後に、美煌からそれを咎められた同級生がモモカに謝罪するシーンまでしか描かれていないのに対し、アニメ版ではモモカがその同級生へ報復するシーンが追加されている。また、当初モモカを目の敵にしており激しい暴行を加えてきたうららに対し原作では後難を恐れ優しく接したのに対し、アニメ版では容赦の無い報復を行っている。腋が非常にキレイだが、めったに出すことは無い。美煌同様、甘酒を数口飲んだだけで酩酊するほど酒に弱く、酒癖が悪い。
モモカが夢で見た6年後の世界では無事に大学を卒業している。
鳳 美煌（おおとり みおう）
声 - 内山夕実
サバゲ部部長。18歳（単位不足で留年中なので、厳密には満19歳）、3年A組。10月10日生まれのてんびん座で、血液型はA型。使用する銃は「デザートイーグル.50AE」で、二丁拳銃。これ以外にも「M134」や「XM177E2」（原作）を所持。
一人称は「わたし」。モモカを「園川」、麻耶を「麻耶」、うららを「うらら」、かよを「かよ」と呼ぶ。
変人ではあるが優れたルックスと行動力で、女子生徒たちの憧れの的。本人もそれを自覚している。電車の中で痴漢（声 - 手塚ヒロミチ）に遭っていた転校初日のモモカを助けるが、その際に使用したエアガンを見咎められ、「車内で物騒なものを振り回す不審者」として駅員に拘束される。モモカの母曰く「凛々しくて統率力がありそうでカリスマの中にも狂気が見え隠れするような子」。モモカ曰く「最悪の独裁者タイプ」。18歳のため、高校生にも関わらず18歳以上用のエアガンを使用できる。また、バイクの操縦が得意で、ピッキング技術も身に付けている。
大富豪の家庭で育ったため、器物破損などの不祥事をことあるごとに金で解決している。一般常識に欠けている面が幾つも見られ、そこを部員にからかわれることもある。10歳のころはボーイッシュな外見をしており、モモカをうららの暴力から助けたことがあるため、当時のモモカにとって初恋の人となってしまった。記憶力が相当悪く幼少期のことはもちろん、転校初日のモモカとの出会いについても忘れ去っていた。ペットにライオンを飼っている。モモカ同様、甘酒を数口飲んだだけで酩酊するほど酒に弱く、酒癖が悪い。部のマスコットとしてM67破片手榴弾をモチーフにした「グレネードん」をデザインしている。
うららの見た10年後の世界では髪を下の方で纏めている。原作13巻描き下ろしエピソードでモモカが夢で見た6年後の世界では未だに高校を留年してサバゲ部の代表になっている。
自称「誰よりもかしこく、誰よりも美しく、誰よりもバカです。」。
経堂 麻耶（きょうどう まや）
声 - Lynn
サバゲ部唯一の良心。16歳、2年E組。使用する銃は「M4A1カービン」。
一人称は「あたし」。モモカを「モモカ」、美煌を「美煌」、うららを「うらら」、かよを「かよ」、佐倉を「さくちゃん」と呼び、タメ口で接している。
裏表の無いフランクな性格で浮いた噂もなく、部員の中では影が薄いくらいである。アニメ版でのサバゲ時にはいつも真っ先にやられてしまうこと（しかも毎回のように乳首辺りを銃撃される）が多く、本人もそれを自覚する発言をしている。部活の傍ら、グラビアモデルのアルバイトも嗜むスタイル抜群の少女で、その点をモモカやうららに嫉妬されたこともあるが、本人はスタイルの良さにあまり自覚がない。言葉遣いは少々男っぽい。原作では羞恥心に欠けた一面を持っているが、出張版やアニメ版では緩和されている。アニメ版ではアクセサリーとして胸元にドッグタグ付ネックレスを付けている。
納豆が嫌いで、CM出演のオーディションの際は顔を合わせた瞬間に決まったらしく、当日までに食べられるようになるよう克服を決意する。モモカの一方的な妬みとも取れる指導による1週間の特訓の末、大戦後の帰還兵のようになってしまうが、それでもモモカに感謝する。結局、CMはモモカが代わりに引き受けるが、モモカもそれが原因で納豆を嫌いになってしまう。
非常に温厚な性格で、上述の納豆の件のようにモモカらに酷い扱いを受けても決して怒ることはない。部員以外人間に嫌がらせを受けても自身の天然ボケもあり気にも留めない。特に原作9巻では番組の撮影で人間不信のニホンザル、アイに幾度となく攻撃を受け、揚句に糞を顔面に投げつられても怒らず、アイの心を開いた。しかしアイの人間プロデューサーが番組プロデューサーの嫌がらせによるものと発覚すると作中で初めて激怒。あまりの威圧感にその場にいたサバゲ部メンバー全員が失神し、アイにボスと認められた。
部内では常識のある方だが、自身もかなりの天然ボケであり、露出の多さや空気の読めなさもあってボケに回ることも多い。
毎晩9時に寝ているらしい。
うららの見た10年後の世界ではショートカットになっている。モモカが夢で見た6年後の世界では舞台挨拶をしていた。
春日野 うらら（かすがの うらら）
声 - 大久保瑠美（OVA SPECIAL MISSION 6では途中から玄田哲章）
15歳、1年A組。12月25日生まれのやぎ座。使用する銃は「グロック26C」で、二丁拳銃。
一人称は「わたくし」だが、原作では「わたし」ということも多い。モモカを「モモカさま」、美煌を「美煌さま」、麻耶を「麻耶さん」、かよを「かよさん」と呼ぶ。
一見、おっとりとしたお嬢様タイプの少女だが、激昂すると口調もドスの利いた荒いものになる。美煌には及ばないもののそこそこ裕福な家庭に住んでいるが、昔はかなり貧乏であった（いわゆる成金）。美煌の幼馴染で、彼女を慕うあまり幼少のころより美煌に近寄る者をことごとく排除しており、サバゲ部の部員が増えない一因となっている。美煌に気に入られているモモカのことも最初は目の敵にしていたが、後難を恐れた彼女の優しさに惚れて以来、モモカのことを愛してやまない。メイクの腕は上級。モモカの母曰く、「ロリっぽくて小さくて可愛らしい中にも毒を隠しているような子」。鍛えぬいた握力50キログラム（アニメ版ではニシローランドゴリラ並みと表現している。後に原作でも握力が120キログラムとなり林檎を素手で握りつぶしている。）を誇り、背筋力120キログラム（アニメ版では600キログラム）と併せて徒手格闘術を得意とする。
本人曰く料理が得意らしいが、見た目は完璧でも味は「胃が食べ物と認識すらしない不味さ」で、一口食べただけで激しい吐き気を催す。
薄紫のロングツインテールと口元のほくろが特徴。このほくろは第10話までは口元の右側に描かれているが、第12話以降やアニメ版では口元の左側に変更されている。また、アニメ版ではドM設定が追加されており、自分を叩きのめしたモモカの暴力性の虜になっている。
サバゲではいつもモモカに盾にされる。
OVA SPECIAL MISSON 6では王様ゲームで美煌の命令でナレーション（玄田）と声を交換するハメになった。
うららが見た10年後の世界でも、モモカに対する恋心を持っていた。モモカが夢で見た6年後の世界では、ジェンダー研究のためにフランスに留学している。
豪徳寺 かよ（ごうとくじ かよ）
声 - 東山奈央
サバゲ部事務会計担当。15歳、1年C組。第1弾から登場しているが、まともな紹介は第13弾とだいぶ遅め。使用する銃は「イングラムM11」で、二丁拳銃。
一人称は「自分」もしくは「わたし」。モモカを「園川さん」、麻耶を「麻耶さん」、うららを「うらら」と呼ぶ。
サバイバルゲームには興味を持たず、コスプレ趣味なオタク少女。原作では初登場時はシモ・ヘイヘ（フィンランド軍の伝説的スナイパー）のコスプレをしていた。いつもは無口かつ低テンションにして毒舌だが、趣味の話題になると饒舌になるギーク的性格。原作では「幽霊部員」として部活に出たり出なかったりを繰り返している（その後、6巻辺りから常に顔を出すようになる）が、アニメ版では出番が大幅に増やされた他、原作ではあまりしていないサバゲにも多く参加している。サバゲに全く興味がないとされている割には軽快な立ち回りを見せるが、モモカのゲスな策略の前に力尽きる場面が多い。しかしアニメ版第10話では、逆にモモカに奇襲をしかけ、最後まで生き残る活躍を見せた。モモカとはクラスメイトであるが、当初は存在を認識されていなかった。基本的にモモカとはウマが合わないが、漫画の趣味は彼女と似た傾向。
IQ160の天才で、成績は常に学年トップ。背丈は部内で最も低い。なおショートカットなのはコスプレ時にウィッグを付けやすくするため。
コスプレについては、他人を一瞬のうちに着替えさせることにも長けており、情熱も人一倍熱い。
猫好きで、自宅で猫を飼っている。さらに学校の昼休みに野良猫に餌をあげたり、気に入った野良猫を捕獲しようとしている。料理も得意。
うららが見た10年後の世界でも、見た目はほとんど変わっていない。モモカが夢で見た6年後の世界では、新しい原子を発見して多忙になっている。

### その他のキャラクター
カモ
かつては美煌のペットであった、凶暴かつ多芸なオスのカモノハシ。
うまい棒が好物。外見も行動もカモノハシとはとても思われない謎の生物であり、モモカはその正体を探るべくカモを尾行していたが、それを美煌に見とがめられたことから苦し紛れに「かわいいからだ」と発言し、そのまま押し付けられてペットとして飼うはめになる。モモカの母曰く、「ぬいぐるみっぽい癒し系の中にも鋭い眼光のあざとい生き物」。
頭脳は明晰で、モモカの身代わりに地理のテストを受けた際には学年1位を取ったほどである。
美煌がもらってきた食材用の高級越前ガニとはとあるきっかけで友情が芽生え、アニメ版ではこれを捕らえようとする部員一同と銃撃戦を交えたこともあり、この時は近隣住民や商店街の人々の協力で武器の提供や補充を受けている。また、原作のキャラクター紹介ではサバゲのプロと書かれている。
アニメ版での鳴き声は縁日などで売られている「毛笛」が使われた。
アニメ版では原作と同じく美煌が園川家に最初に来た時に同行してきたが、美煌のペットという設定ではなくなり、それ以降いつの間にか園川家に住みついていた。第4話Cパートにてようやく存在に言及されるが、最終的には原作と同じく同居生活を続ける。
グレネーどん
美煌が考案した部のマスコット。
M67破片手榴弾をモチーフとしている。初登場以来様々な場面で小物として登場する。
カニ
美煌が貰ってきた最高級天然モノ越前ガニ。
食用とされる運命だったが、カモと友情を深めたことでサバゲ部で飼われることになった。
カモと違い本編の話に絡むことはないが、4コマなどで時々登場する。
アニメ版では第11話後半で登場後、第12話では部室内でカモと共にいるシーンが多く存在するなど本編中にも登場している。
園川 かず江（そのかわ かずえ）
声 - 井上喜久子
モモカの母。氏名はアニメ化に際して付けられた。
娘を「モカりん」と呼んで溺愛しているが、食べ物の好き嫌いには厳しい。
原作の時点で高い身体能力を見せていたが、銃を使う描写は無かった。アニメ版ではいざという時はS&W M500を手にし、さらに戦場を知り尽くしたような台詞を使う。身体能力はかなり高く、モモカの忘れた弁当を届けようと（恥ずかしがるであろう娘のために）変装して校内に侵入した際には、単独でサバゲ部を手玉に取ったほどである。
佐倉 恵那（さくら えな）
声 - 堀江由衣
サバゲ部顧問を務める女性教師。担当教科は数学。
第1弾から登場しているが、まともな紹介は第16弾から。アニメ版では第一話には登場せず、第3話Aパートにて初登場。一人称は「わたし」。年齢不詳。
「恵那」の名はアニメ化に際して付けられた。無自覚ながら非常にドジっ娘かつトラブルメーカーで、何かと災難に遭っては怪我をして休職することもしばしば。サバゲ部でも厄介事を持ち込むことが多く、部員全員から迷惑がられ、疫病神扱いされている。そのため、部内では「嵐を呼ぶ女教師」という異名で呼ばれている。原作初期には美煌たちと一緒にサバゲの装いをしていたこともあったが、実際にサバゲを行うことはほとんどない。仮病を使って保健室に居座ったり、部室に酒とつまみを隠すなど基本的にダメ人間である。
原作9巻で数学教師であることが明かされた。原作13巻で中学生と間違われて警察官に補導された。ふぐ調理師免許を持っている。
石動 やよい（いするぎ やよい）
声 - 松井恵理子
梧桐学園高校生徒会長。
学年については不明であるが、1年前に選挙で敗れたと回想し、やよいの容姿に近い人物を探している時に麻耶が「2年生にはいない」と語っているため、3年生である模様。一人称は「わたし」。生徒会総選挙の際、立候補もしていない美煌に大差で敗れた末に会長になったという経緯から、彼女をライバル視している。美煌と同じく10月10日生まれのてんびん座で、血液型はA型。容姿端麗な一方、かなりの不運の持ち主で、状況はいつも望まぬ方向へ流れていく。その挙句に他の生徒たちからは美煌と相思相愛であると誤解され、彼女に憎まれ口を叩いても他の生徒たちからはツンデレと解釈されるようになってしまった。女性徒たちからはそれなりに高い人気を得ているため、転校当初に美煌の側に居ることが原因でクラスメイトにいじめられたモモカとは違い、うららをはじめとした女性徒たちに美煌との仲（誤解）を好意的に受け入れられている。
その後、自身が最悪の運勢になったことから同日生まれの美煌も不幸の道連れにしようと策略するが、調理実習中に発生した火事で美煌に助けられる。その際着地した時にやよいは美煌の下敷きになってしまう。結果、原作ではまたしても重傷を負うが、アニメ（OVA SPECIAL MISSON 4）では死神（声 - 玄田哲章）に導かれあの世に旅立ってしまった。
補佐（アニメ版では「副会長」）
声 - 井澤詩織
やよいのサポート役。
アニメ版では絵の具で未知のウイルスに感染したように見せかけ、防護服部隊に強制隔離してもらったうえで自らは会長に就任しようとするシーンがある。
羽黒 露世理亜（はぐろ ろぜりあ）
声 - かないみか
茅野小学校女子サバゲクラブ代表。
原作では姓だけだったが、「露世理亜」の名がアニメ化に際して付けられた。一人称は「わたし」。使用する銃はH&K G36（スコープ付き）であるが、ワルサーP38を使用することもある。
モモカが見惚れる（アニメ版では性欲を匂わせる発言がある）ほどの可愛さを持った少女だが、モモカを「ババア」と呼ぶなど、口が悪い。2年前の夏祭りで、縁日の射的を行った際に自分が欲しかったクマのぬいぐるみを美煌に取られた過去があり、それ以降は彼女をライバル視している。露世理亜本人は悪徳屋台の主人（声 - 玄田哲章）に腹を立てた（ように見える）美煌がぬいぐるみを代わりに取ってくれるものだと思っており、それを無視されたために深く傷ついたとのことで彼女を恨んでいたのが原因。
原作では美煌に本物のクマをけしかけられて終わりだったが、アニメ版では最後にモモカや美煌、森の動物と仲間たちと一緒に露天風呂に入り、モモカの言動がきっかけで美煌と和解して打ち解ける場面が追加されている。その後、終盤ではウイルスに感染したモモカを助けに来た。
両親が多忙なため運動会に応援に来られず、モモカが代わりに応援に行くなど初登場以降もモモカと交流している。
モモカが夢で見た6年後の世界では梧桐学園高校の3年生になり、サバゲ部の部長となっている。
ヤミー
声 - 悠木碧
国民的アイドルで麻耶とは事務所つながりの友達。
交際していた男性タレント（アニメではクネオ〈声 - 菊池正美〉として登場）にフラれたショックで激太りしてしまい、かつてモモカのダイエットを成功させた美煌のトレーニングを頼ってサバゲ部へと訪れるが、自分の悩みを一蹴したモモカの言葉によって結果的に立ち直った。
アニメ版ではその後、ウイルスに感染したモモカの身を心配した結果また激太りし、（妄想の中で）巨人と化して国家サバゲ部相手に素手で戦いを挑んでいる。
ヤミーの父
ヤミーの父親。
典型的な仕事人間で、ヤミーのアイドル活動を快く思っておらず、ヤミーが殺害予告された際にも心配するそぶりも見せないなど冷酷な人間かと思われたが、実際はそれらは照れ隠しであり、ヤミーが怪我によりステージに上がれなくなった時に代わりにステージに上がり、振付や仕草に至るまで完全に再現してみせた。
美崎 ジュン（みさき ジュン）
高校2年生。生徒会役員。
サバゲ部に「花子さん」退治を依頼しに来た。
花子さん
学校の女子トイレに棲みついた、人間ではない存在。
夜の校舎で屋内戦闘をしていたサバゲ部メンバーと遭遇し、美煌が発射した神社の御手水に浸したBB弾に被弾したことにより、消滅した。
霧ヶ峰（きりがみね）
地理を担当する美形の男性教師。かなり若い風貌で、少し長めの黒髪。モモカの憧れの人。
霧ヶ峰に名前すら覚えられていないことを気にしたモモカは、中間テストで成績を上げて名前を覚えて貰おうとするが、サバゲ部メンバーが勉強会をしようと彼女の家に押しかけたため、勉強から脱線することとなる。
店長
声 -  玄田哲章
渋谷に所在するエアガン、ミリタリーショップ「サバゲ野郎ze」の店長。
原作ではRPGの武器屋のような風貌の薄毛のヒゲ男であるが、アニメ版では筋肉モリモリマッチョマンな風格に変更されている。
アニメ版では担当声優がナレーションも務めており、その声がキャラクターたちにも聞こえることがある。そのため、店長の声もモモカには「どこかで聞いたことがある声」と思われている。
からあげ☆レモン
声 - 荒井聡太
ディープなおたくの男性で、ガンシューティングゲーム『デッド・オブ・テラー』（通称：DOT）の日本チャンピオン。
一人称は「拙者」で「デュフフ」と笑う。モモカのことは当初「JK」（ジェーケー）と呼んでいたが、交流を経て「モモカ殿」と呼ぶようになった。
会話でも（笑）や（爆）などのインターネットスラングを多用している。原作では小太りだが、アニメ版ではさらに肥満体に描かれている。
ゲームセンターで「勝ったらモモカとのツーショットプリ」という条件で彼女に『DOT』での勝負を挑む。勝利の目前、心の中に現れた美煌のアドバイスを受けたモモカの直接的物理攻撃によって負けてしまうが、戦い終えた後に生まれた奇妙な友情によって彼女とのツーショットプリを入手する。その後、モモカは死にたくなるほどの自己嫌悪に陥ったが、後の話でもレモンと遭遇している。
モモカに対しては紳士的に振舞っているつもりだが、彼女にはなかなか理解してもらえていない。アニメ版ではモモカの暴力も「ご褒美」として受け止めている。また、靴フェチで女性用ハイヒールをコレクションしており、自身もハイヒールを履きこなしている。
トラックの運転免許を保有しており、アニメ版の老人会サバゲチームとの試合や原作13巻で運転を披露した。
死のカメラマン
声 - 本橋大輔（ソロモンの赤い虎）、林大地（白の堕天使）、霜月紫（暁の撃墜王）
パンチラ専門のカメラ小僧の3人組。
麻耶の頼みで撮影会のモデルのバイトをしていたモモカの噂を聞きつけ、彼女のパンチラ写真をゲットするためにさまざまな手を打つ。
OVA SPECIAL MISSION6では、同人誌即売会で容赦ないパンチラ写真の行為を続けていた。
犬神（いぬがみ、アニメ版のエンディングテロップでは「カフェのオーナー」）
声 - 浅川悠
モモカが遊びに行ったドッグカフェの女性オーナー。犬以外の動物は見下している。
店に同行したカモはモモカに造り物の耳を付けさせられたうえで「ジョセフィーヌ」と呼ばれて犬扱いされ、その行儀の悪さを見かねた犬神はモモカに対してお行儀対決を挑む。
サバゲサークル兼グラビアアイドル研究会
声 - 大地葉、小澤亜李（2人ともアニメ版のエンディングテロップでは「女子大生」）
アニメオリジナルキャラクター。
世間からお嬢様学校として知られる「純白清純女子大学」の面々で、麻耶の熱狂的かつ変態的マニア。サバゲ部に雪山でのサバゲ勝負を申し込み、麻耶以外の4人を早々に片付けたうえで彼女をなぶるように追い詰める。取り乱したりおびえる麻耶の様子に興奮する姿は、彼女に「アレ（うらら）と同じ」と言わしめた。また、サバゲ部のために用意したドラム缶風呂が麻耶のものだけはシースルー仕様に作ってあり、ヌード写真を撮られた羞恥心から暴れた彼女はドラム缶ごと崖から転がり落ちてしまう。
老人会サバゲチーム
声 - 斎藤志郎、各務立基、林大地（3人ともアニメ版のエンディングテロップでは「じじい」）、槇原千夏（アニメ版のエンディングテロップでは「ばばあ」）
アニメオリジナルキャラクターで、鳳家の近所に住む老人たち。オーストラリアを舞台に、サバゲ部とのカーチェイスや銃撃戦を繰り広げる。
なお、原作ではシルバー人材センターから派遣してもらってきた老人たちと学校でサバゲをする回があるが、この時の老人たちの台詞をアニメ版では老人会が使っている。
ニャンコ星人サバゲの会
声 - 各務立基（長老）
アニメオリジナルキャラクターで、猫の姿をした外宇宙生命体。
特訓に向かう途中でヘリコプターが墜落してジャングルをさまようことになったサバゲ部に対し、代表の1人がサーモグラフィー機能や光学迷彩機能を持つ特殊スーツ姿で勝負を挑む。サバゲ部の敗者はネズミのメイクとバニーガールの姿にされたうえ、逆さ吊りにされる。
国家サバゲ部
声 - 小杉十郎太（隊長）
未知のウイルスに感染したモモカの身柄を確保しようとする、防護服姿の集団。
原作では特に名称や組織目的などは明らかにされなかったが、アニメ版では「凶悪なサバゲ事件に対応するために設立され、サバゲに特化した公務員の集団」と設定され、上記の名称が付けられた。
角刈りにサングラスをかけた隊長は、アニメオリジナルキャラクター。なお、モモカの事件が初仕事となったため、隊員たちにはそれまでの「肩身の狭い思い」からの解放に号泣する者もいた。
ボンソッス王女
ボンソッス王家の王女。
ボンソッス家は古くから鳳家と付き合いがあり、日本の女子高生と交流するためサバゲ部に遊びにくる。言葉は通じないものの最終的にモモカらサバゲ部メンバーと仲良くなり、帰国後に国際平和会議でスピーチを行う。
北見
梧桐学園高校1年。
かよの長馴染みでかよに好意を抱いている。モモカ曰く一年イケメン四天王の一人。かよにほとんど告白同然のセリフを言うが、かよに告白と気づかれなかった。
鹿江
鳳家の先祖。
戦で戦死した後、成仏せずに兜に800年間宿り、兜を被ったモモカに憑依した。非常に臆病な性格で、英傑揃いの鳳家の家系で臆病者と記録されていたが、戦死の理由が戦場に取り残された子供を庇ったことによるものだということがわかり、美煌たちに励まされ成仏した。
山本みずき
モモカの小学生時代の友達。
小学生時代は地味な風貌だったが、高校生になりギャル化している。モモカの発言により疎遠となったままだったが、再会して和解した。
矢野みどり子
1年A組。
非常に人当たりがいいが、本性は自分の恋愛成就のためなら手段を選ばない人物。その計算高さと外面の良さからモモカに惚れ込まれ、師匠と呼ばれることになる。
ボーン・F・京子
伝説の女子プロレスラー。技の魔術師の異名を持つ。北にある山中で山籠もりをして技の研究をしている。
山で迷ったモモカとうららを家に招き入れたが、その風貌のせいで山姥と勘違いされた。高齢で現役は引退しているが、うららの攻撃を受け止め、プロレス技で応酬して圧倒するなど高い身体能力を持つ。
吉田
小学生。同級生に苛められていた鳩を助け、それに感動したモモカらに付き纏われた。
同級生の真田に恋をしている。力が強く、プロテインが好物。その力で真田を助けたことでいい関係になった。
バードマン
吉田に助けられた鳩が恩返しをしに擬人化して現れた姿。
当初は美煌が変装したものだと思われていた。スーツを着用している。バードマンは登場した第67話のサブタイトルであり、正式名は不明。
櫻田美京子、空穂川ことね、ケイトリン
麻耶と共にテレビ番組に出演した新人アイドル。それぞれ、高学歴アイドル代表、正統派カワイイアイドル代表、ハーフアイドル代表である。
サバゲ部メンバーの助言を受けた麻耶の立ち回りにより目立つことが出来ず、休憩時間に麻耶に対して嫌がらせをしかけるが、麻耶は天然ボケでそれを気にせず、さらに番組後半に麻耶が部のメンバーにあてた思いを自分たちに向けたものだと勘違いし、号泣した。
かよの祖母
毎年かよの誕生日にプレゼントを送っている。
かよが笑顔を作れないため、毎年グレードアップしたプレゼントを用意していたが、原寸大お菓子の家を作っている最中に腰を痛めて入院した。

## 書誌情報
- 松本ひで吉 『さばげぶっ！』 講談社〈講談社コミックスなかよし〉、全13巻
  1. 2011年6月6日発行（同日発売[3]）、ISBN 978-4-06-364311-4
  2. 2012年2月6日発行（同日発売[4]）、ISBN 978-4-06-364339-8
  3. 2012年9月6日発行（同日発売[5]）、ISBN 978-4-06-364362-6
  4. 2013年3月6日発行（同日発売[6]）、ISBN 978-4-06-364377-0
  5. 2013年9月13日発行（同日発売[7]）、ISBN 978-4-06-364395-4
  6. 2014年4月11日発行（同日発売[8]）、ISBN 978-4-06-364419-7
  7. 2014年7月7日発行（同日発売[9]）、ISBN 978-4-06-364431-9
  8. 2014年10月10日発行（同日発売[10]）、ISBN 978-4-06-364447-0
  9. 2015年3月13日発行（同日発売[11]）、ISBN 978-4-06-364462-3
  10. 2015年10月13日発行（同日発売[12]）、ISBN 978-4-06-364488-3
  11. 2016年4月13日発行（同日発売[13]）、ISBN 978-4-06-391508-2
  12. 2016年11月11日発行（同日発売[14]）、ISBN 978-4-06-391529-7
  13. 2017年4月13日発行（同日発売[15]）、ISBN 978-4-06-391542-6

第4巻以降は本編に加え、4コマ漫画バージョンとなる『さばよんっ！』（『なかよし』2012年12月号より掲載開始、本編との併載）を収録している。同じく4コマ漫画『さばげぶっ！外伝』（なかよしラブリー掲載）は『カモノハシとの暮らし方』として第3巻と第6巻に、『週刊少年マガジン』『モーニング』掲載の出張版は第8巻にそれぞれ収録している。

## テレビアニメ
| 原作                         | 松本ひで吉 （講談社「なかよし」掲載）                              |
| 監督                         | 太田雅彦                                                           |
| シリーズ構成                 | あおしまたかし                                                     |
| キャラクターデザイン         | 工藤昌史                                                           |
| プロップデザイン             | 秋篠 denforword 日和                                               |
| 美術監督                     | 河合泰利                                                           |
| 色彩設計                     | 阿部みゆき、川上善美                                               |
| 撮影監督                     | 後藤健男                                                           |
| CGディレクター               | 秋元央                                                             |
| 編集                         | 小野寺絵美                                                         |
| 音響監督                     | えびなやすのり                                                     |
| 音楽                         | 三澤康広                                                           |
| 音楽プロデューサー           | 伊藤善之                                                           |
| 音楽制作                     | ランティス                                                         |
| プロデューサー               | 加戸裕子、藤枝修一、高見正人 木皿陽平、北吉弘樹 田畑孝之、藍谷厚史 |
| アニメーションプロデューサー | 小澤一由                                                           |
| アニメーション制作           | studioぴえろ+                                                      |
| 製作                         | 「さばげぶっ！」製作委員会                                         |

2013年9月3日にテレビアニメ化が発表され、2014年7月より9月まで放送された。

### 製作
『みつどもえ』『ゆるゆり』『琴浦さん』『恋愛ラボ』に一貫して関わってきた監督の太田雅彦、副監督の大隈孝晴、シリーズ構成のあおしまたかし、音楽の三澤康広などに加え、本作ではアームスが親会社のstudioぴえろ+名義でアニメーション制作を担当しており、エンディングアニメーション作画監督を担当した宮澤努などアームスの関係者も実名で参加している。また、エフェクト監修として同職で知られるアニメーターの橋本敬史、銃器・装備監修としてイカロス出版の『MC☆あくしず』などで知られるイラストレーターの大藤玲一郎、銃器監修協力としてホビージャパンの『月刊アームズマガジン』編集部がそれぞれクレジットされている。
ナレーションは俳優のアーノルド・シュワルツェネッガーの吹き替えを務めている玄田哲章が担当しており、作中にもシュワルツェネッガーが出演した映画のオマージュが盛り込まれている。また、このナレーションは作中のサバゲ描写のいい加減さ（眼の負傷を防ぐためのゴーグルを着けずに発砲するなど）のフォローや、発砲による出血描写が登場人物たちの妄想によるものであることの強調も担っている。
太田は本作以前での作品実績から女子ものの作品を依頼されることに考えるところがあったが、本作については少女漫画でサバゲという内容がいつかアクションものをやりたいと思っていた太田の嗜好と合致し、依頼を快諾した。そのため、本編にはシュワルツェネッガー映画以外のアクション映画のオマージュも多く盛り込まれている。なお、主人公のモモカが原作以上に腹黒い外道と化すシーンが描かれたり、物語の舞台となる梧桐学園高校が原作では2年前に共学化されたばかりで男子生徒の少ない元女子校なのに対してテレビアニメ版では女子校となっているが、こういった設定変更については太田が本作をBD購入者への深夜アニメとして原作を壊さない範囲で調整し、視聴者の年齢層を上げようと考えた結果である。本作が太田との初仕事となるキャラクターデザインの工藤昌史についても、彼の絵にコンペで惹かれるものを感じた太田による起用である。
基本的に原作同様のギャグ要素が内容の大半を占めるが、高校の設定変更もあって男性ゲストキャラクターのほとんどが登場せず、少女マンガ的な恋愛要素はほとんどカットされている。また。アニメオリジナルのものも織り交ぜられているほか、第7話Aパートでは農作物を食い荒らす野生動物による食害や、それを防ごうと奮闘する猟師の高齢化による減少などの社会問題を取り上げたシリアスな内容も描かれている。なお、同話の脚本を担当した鴻野貴光は大日本猟友会の会員にして東京都猟友会武蔵村山地区に所属しており、取材協力として大日本猟友会以外にも東京都猟友会武蔵村山地区長や、三進小銃器製作所立川店長がクレジットされている。また、第12話Bパートでは講談社の本社ビル26階のレセプションホールが実写で登場し、美煌によって同社社長や『なかよし』連載作家陣のことが挙げられるなど、メタフィクション調のギャグも盛り込まれている。

### プロモーション
2014年3月23日にAnimeJapan 2014のオープンステージでスペシャルトークショーが開催され、同年3月22日に発表された主要声優陣5人に加えてカモの着ぐるみが登壇した。また、同年6月28日にはスペースFS汐留で第1話の先行上映イベント「TVアニメ『さばげぶっ！』7月まで待てない！できたて第1話をみんなで見ようの会っ！」が開催され、こちらにも主要声優陣5人に加えてカモの着ぐるみが登壇した。
放送終了から5か月後の2015年2月15日には舞浜アンフィシアターでイベント「さばげぶっ！ゲスかわ☆ガールズ JAPAN TOUR 2015 FINAL」が開催され、主要声優陣5人に加えてカモの着ぐるみ、石動やよい役の松井恵理子、からあげ☆レモン役の荒井聡太、ナレーションの玄田哲章が登壇した。

### 主題歌
オープニングテーマ「YES!!」
作詞 - こだまさおり / 作曲・編曲 - 高田暁 / 歌 - 大橋彩香
MISSION 1ではエンディングのクレジットを表記。MISSION 12では未使用。OVA SPECIAL MISSIONでも使用。
エンディングテーマ「ぴてぃぱてぃサバイバード」
作詞 - 畑亜貴 / 作曲・編曲 - 木下智哉 / 歌 - ゲスかわ☆ガールズ［園川モモカ（大橋彩香）、鳳美煌（内山夕実）、春日野うらら（大久保瑠美）、経堂麻耶（Lynn）、豪徳寺かよ（東山奈央）］
MISSION 1では未使用。OVA SPECIAL MISSIONでも使用。
イメージソング「全女子力でExterminating!!」
作詞 - 畑亜貴 / 作曲・編曲 - オオヤギヒロオ / 歌 - ゲスかわ☆ガールズ

### 各話リスト
| 話数              | サブタイトル （★は「ベストセレクション」にて放送）                            | 脚本           | 絵コンテ                | 演出                     | 作画監督                                                  | 総作画監督                            |
| テレビシリーズ    | テレビシリーズ                                                                | テレビシリーズ | テレビシリーズ          | テレビシリーズ           | テレビシリーズ                                            | テレビシリーズ                        |
| ----------------- | ----------------------------------------------------------------------------- | -------------- | ----------------------- | ------------------------ | --------------------------------------------------------- | ------------------------------------- |
| MISSION 1         | 入部！入部と言ったな？ あれは嘘だ本当はリアルなサバゲをやるつもりでした       | あおしまたかし | 太田雅彦                | 荒井省吾                 | 塚田ひろし 仁井学 Chang Bum Chul                          | 工藤昌史 桜井正明                     |
| MISSION 2         | ツインテールのワナ精神トレーニング沈黙のKILL or DIE                           | 子安秀明       | 大隈孝晴                | 福本潔                   | Chang Bum Chul                                            | 工藤昌史 桜井正明                     |
| MISSION 3         | ヤツが来る！ 嵐を呼ぶ女登場!!ヤツも来る！ ヘルズチルドレンの挑戦!!            | 杉原研二       | 矢花馨                  | 矢花馨                   | Lee Jong Gyeong                                           | 工藤昌史 桜井正明                     |
| MISSION 4         | 運命（笑）のボーイミーツガールwww★痩せる意志を嗤う豚よカモなマイハウス        | あおしまたかし | 太田雅彦                | 矢野孝典                 | 大田謙治                                                  | 工藤昌史 桜井正明                     |
| MISSION 5         | 昇天!?しずかなるサバイバル死にぞこないのツインテ★聖戦――天使と悪魔のラグナロク | 子安秀明       | 大久保政雄              | 松本マサユキ             | Kim Hyou En Lee Jong Gyeong Kim Jong Heon                 | 工藤昌史 桜井正明                     |
| MISSION 6         | 生徒会長石動やよいの復讐！★呆れるほど仁義なき戦い★                            | 杉原研二       | 大隈孝晴                | 荒井省吾                 | Chang Bum Chul                                            | 工藤昌史 桜井正明 一居一平            |
| MISSION 7         | しゅりょうぶっ！オトコってやつはHENTAI                                        | 鴻野貴光       | 福島利規                | 柊蜻蛉                   | Kim Bo Kyung Kim Hyou Eun 竹内アキラ 吉岡敏幸第35弾第28弾 | 工藤昌史 桜井正明 一居一平            |
| MISSION 8         | 純白防衛線白銀の狩人たち。――麻耶、散る                                        | 子安秀明       | 誌村宏明                | 矢花馨                   | Lee Jong Gyeong                                           | 工藤昌史 桜井正明 一居一平            |
| MISSION 9         | 犬かも物語天国に一番近いプールMAD 爺婆X                                       | 杉原研二       | 朝倉カイト 太田雅彦     | 荒井省吾 太田雅彦        | Chang Bum Chul                                            | 工藤昌史 桜井正明 一居一平 伊部由起子 |
| MISSION 10        | トレジャーハンターかなしみのアイドルさVP                                      | 鴻野貴光       | 大隈孝晴 太田雅彦       | 守田芸成                 | 宮井加奈 洪範錫 下地彩加 仲村信樹                         | 工藤昌史 桜井正明 一居一平 伊部由起子 |
| MISSION 11        | ゴテゴテデコぜったいシンデレラ赤い流星                                        | 鴻野貴光       | おざわかずひろ 福島利規 | 矢野孝典                 | 相坂ナオキ 清水勝祐 ひのたかふみ 北原章雄                 | 工藤昌史 桜井正明 一居一平 伊部由起子 |
| MISSION 12        | さらば友よ！サバゲ部最後の日！サバゲ部より愛をこめて                          | あおしまたかし | 太田雅彦 朝倉カイト     | 太田雅彦 荒井省吾 矢花馨 | Chang Bum Chul 服部憲知 Kim Hyoung Il                     | 工藤昌史 桜井正明 一居一平 伊部由起子 |
| OVA特典映像       |                                                                               |                |                         |                          |                                                           |                                       |
| SPECIAL MISSION 1 | そして誰かいなくなった                                                        | あおしまたかし | 太田雅彦                | 矢野孝典                 | 重松晋一                                                  | 工藤昌史 桜井正明                     |
| SPECIAL MISSION 2 | さばよんっ！                                                                  | あおしまたかし | 朝倉カイト              | 矢野孝典                 | 相坂直紀                                                  | 工藤昌史 桜井正明                     |
| SPECIAL MISSION 3 | 部屋の中の懲りない面々                                                        | あおしまたかし | おざわかずひろ          | 守田芸成                 | Lee Jong Gyeong                                           | 工藤昌史 一居一平                     |
| SPECIAL MISSION 4 | 生徒会長 石動やよいの逆襲！                                                   | あおしまたかし | 大隈孝晴                | 荒井省吾                 | Chang Bum Chul                                            | 工藤昌史 一居一平                     |
| SPECIAL MISSION 5 | 戻ってきたぜ さばよんっ！                                                     | あおしまたかし | 朝倉カイト              | 朝倉カイト               | Lee Jong Gyeong                                           | 工藤昌史 桜井正明                     |
| SPECIAL MISSION 6 | 王様ゲームっ！                                                                | あおしまたかし | 誌村宏明                | 守田芸成                 | Kim Hyou Eun                                              | 桜井正明 一居一平                     |

### 放送局
| 放送期間                | 放送時間                     | 放送局             | 対象地域 | 備考                                   |
| ----------------------- | ---------------------------- | ------------------ | -------- | -------------------------------------- |
| 2014年7月6日 - 9月21日  | 日曜 22:30 - 23:00           | TOKYO MX           | 東京都   |                                        |
| 2014年7月7日 - 9月22日  | 月曜 23:30 - 火曜 0:00       | サンテレビ         | 兵庫県   |                                        |
| 2014年7月8日 - 9月23日  | 火曜 0:00 - 0:30（月曜深夜） | BS11               | 日本全域 | BS放送 『ANIME+』枠                    |
|                         | 火曜 1:00 - 1:30（月曜深夜） | KBS京都            | 京都府   |                                        |
| 2014年7月11日 - 9月26日 | 金曜 23:30 - 土曜 0:00       | AT-X               | 日本全域 | CS放送 リピート放送あり                |
| 2015年5月25日 - 8月10日 | 月曜 23:00 - 23:30           | キッズステーション | 日本全域 | CS放送 リピート放送あり 『エリア23』枠 |

| 配信期間                | 配信時間                   | 配信サイト         | 備考               |
| ----------------------- | -------------------------- | ------------------ | ------------------ |
| 2014年7月7日 - 9月22日  | 月曜 0:00（日曜深夜） 更新 | バンダイチャンネル |                    |
|                         |                            | Rakuten SHOWTIME   |                    |
| 2014年7月9日 - 9月26日  | 水曜 23:00 - 23:30         | ニコニコ生放送     | アーカイブ配信なし |
| 2014年7月10日 - 9月25日 | 木曜 10:00 更新            | J:COMオンデマンド  |                    |
| 2014年7月14日 - 9月29日 | 月曜 0:00（日曜深夜） 更新 | GYAO!              |                    |

### 関連商品

#### BD
| 巻 | 発売日         | 収録話                                 | 規格品番  |
| -- | -------------- | -------------------------------------- | --------- |
| 1  | 2014年9月24日  | 第1話 - 第2話、OVA SPECIAL MISSION 1   | BCXA-0912 |
| 2  | 2014年10月29日 | 第3話 - 第4話、OVA SPECIAL MISSION 2   | BCXA-0913 |
| 3  | 2014年11月21日 | 第5話 - 第6話、OVA SPECIAL MISSION 3   | BCXA-0914 |
| 4  | 2014年12月25日 | 第7話 - 第8話、OVA SPECIAL MISSION 4   | BCXA-0915 |
| 5  | 2015年1月28日  | 第9話 - 第10話、OVA SPECIAL MISSION 5  | BCXA-0916 |
| 6  | 2015年2月20日  | 第11話 - 第12話、OVA SPECIAL MISSION 6 | BCXA-0917 |

#### CD
| 発売日         | タイトル                                                                  | 規格品番                                          |
| -------------- | ------------------------------------------------------------------------- | ------------------------------------------------- |
| 2014年8月6日   | YES!!                                                                     | LACM-14264（彩香盤） LACM-14265（さばげぶっ！盤） |
| 2014年8月20日  | ぴてぃぱてぃサバイバード                                                  | LACM-14266                                        |
| 2014年10月1日  | TVアニメ「さばげぶっ！」キャラクターソング1 園川モモカ（CV:大橋彩香）     | LACM-14281                                        |
| 2014年10月1日  | TVアニメ「さばげぶっ！」キャラクターソング2 鳳美煌（CV:内山夕実）         | LACM-14282                                        |
| 2014年10月1日  | TVアニメ「さばげぶっ！」キャラクターソング3 春日野うらら（CV:大久保瑠美） | LACM-14283                                        |
| 2014年10月15日 | TVアニメ「さばげぶっ！」オリジナルサウンドトラック                        | LACA-9368/9                                       |
| 2014年10月22日 | TVアニメ「さばげぶっ！」キャラクターソング4 経堂麻耶（CV:Lynn）           | LACM-14284                                        |
| 2014年10月22日 | TVアニメ「さばげぶっ！」キャラクターソング5 豪徳寺かよ（CV:東山奈央）     | LACM-14285                                        |

### 関連番組
さばげぶっ！&スペース☆ダンディアワー 〜今夜はWコメディでいくじゃんよっ！〜
『スペース☆ダンディ』（第2シーズン）との合同事前宣伝番組。2014年6月29日 23:00 - 23:30にTOKYO MXにて放送された。
さばげぶっ！ 特番っ！ ゲスかわ☆笑う門には福来るベストセレクション
ファン投票で決定されたベストエピソード（選出作は上記参照）やBD特典映像の一部先行放送などを実施。

#### 放送局（特番）
| 放送期間       | 放送時間                     | 放送局     | 対象地域 | 備考                |
| -------------- | ---------------------------- | ---------- | -------- | ------------------- |
| 2014年12月28日 | 日曜 1:48 - 2:48（土曜深夜） | テレビ愛知 | 愛知県   | 本編は未放送        |
| 2015年1月2日   | 金曜 21:30 - 22:30           | TOKYO MX   | 東京都   |                     |
|                | 金曜 23:00 - 土曜 0:00       | BS11       | 日本全域 | BS放送 『ANIME+』枠 |
| 2015年1月5日   | 月曜 0:30 - 1:30（日曜深夜） | サンテレビ | 兵庫県   |                     |